# Draconarius acutus
Draconarius acutus là một loài nhện trong họ Amaurobiidae.
Loài này thuộc chi Draconarius. Draconarius acutus được Yajun Xu & S. Q. Li miêu tả năm 2008.